# 阿肯色旅行者
阿肯色旅行者（英語：Arkansas Travelers），是美國職棒小聯盟球隊，為大聯盟西雅圖水手隊旗下的2A球隊。主場位於阿肯色州北小岩城的迪奇-史蒂芬斯球場。此隊原隸屬於德州聯盟，2021年德州聯盟因COVID-19疫情解散後轉加盟2A中區。
旅行者創立於1895年，最初名稱為小岩城旅行者隊（Little Rock Travelers），在1957年時更改屬地為整個阿肯色州，並且成為第一支以整個州為屬地的球隊。